# 松本喜太郎
松本 喜太郎（まつもと きたろう、1903年（明治36年）5月8日 - 1983年（昭和58年）5月2日）は、大日本帝国海軍の技術大佐。勲四等瑞宝章受章。

## 略歴
- 1903年（明治36年） - 三重県伊勢市大湊町生まれ。
- 旧制水戸高校卒業。
- 1928年（昭和3年） - 東京帝国大学工学部船舶工学科卒。海軍造船中尉。
- 1929年（昭和4年） - 横須賀海軍工厰造船部勤務、戦艦「金剛」第1次改装、空母「龍驤」建造などに従事。
- 1934年（昭和9年） - 海軍艦政本部勤務。「友鶴事件」、「第四艦隊事件」などの技術調査。工作艦「明石」、駆逐艦「秋月」、空母「伊吹」を設計、戦艦「大和」設計補佐などに従事。
- 1938年（昭和13年） - 東京帝国大学工学部講師。
- 1939年（昭和14年） - 海軍艦政本部造船監督官、米国出張。
- 1943年（昭和18年） - 東京帝国大学工学部助教授。
- 1945年（昭和20年） - 呉海軍工厰造船部設計主任、終戦。海軍技術大佐だった。
- 1947年（昭和22年） - 公職追放仮指定[1]。
- 1948年（昭和23年） - 大和産業株式会社設立。
- 1952年（昭和27年） - 川崎重工業株式会社技術顧問嘱託。
- 1955年（昭和30年） - 大阪大学工学部講師。
- 1965年（昭和40年） - 大和電機工業株式会社の社長に就任。
- 1983年（昭和58年） - 没。享年79。

## 著書
- 「戦艦大和 設計と建造」